# Los Gutiérrez
Los Gutiérrez es una localidad argentina ubicada en el departamento Cruz Alta de la Provincia de Tucumán. Se halla conurbada con la ciudad de Alderetes, y esta a su vez con el Gran San Miguel de Tucumán. Se encuentra al norte de Alderetes, en la intersección de las rutas provinciales 304 y 312.
En la localidad se asienta una planta de hilado. Cuenta con una escuela, comisaría y una puesto de salud.

## Sismicidad
La sismicidad del área de Tucumán (centro norte de Argentina) es frecuente y de intensidad baja, y un silencio sísmico de terremotos medios a graves cada 30 años.
- Sismo de 1861: aunque dicha actividad geológica catastrófica, ocurre desde épocas prehistóricas, el terremoto del 20 de marzo de 1861 (163 años) con 12.000 muertes,[5] señaló un hito importante dentro de la historia de eventos sísmicos argentinos ya que fue el más fuerte registrado y documentado en el país. A partir del mismo la política de los sucesivos gobiernos del norte y de Cuyo han ido extremando cuidados y restringiendo los códigos de construcción.[4] Y con el terremoto de San Juan de 1944 del 15 de enero de 1944 (81 años) los gobiernos tomaron estado de la enorme gravedad crónica de sismos de la región.
- Sismo de 1931: de 6,3 de intensidad, el cual destruyó parte de sus edificaciones y abrió numerosas grietas en la zona[5][4]